# Cervecería Bavaria
Cervecería Bavaria es una empresa colombiana de bebidas con sede en Bogotá, Colombia. Fue fundada el 4 de abril de 1889 por el inmigrante alemán Leo Siegfried Kopp. Pertenece hoy a la multinacional Anheuser-Busch InBev.

## Historia

### Inicios

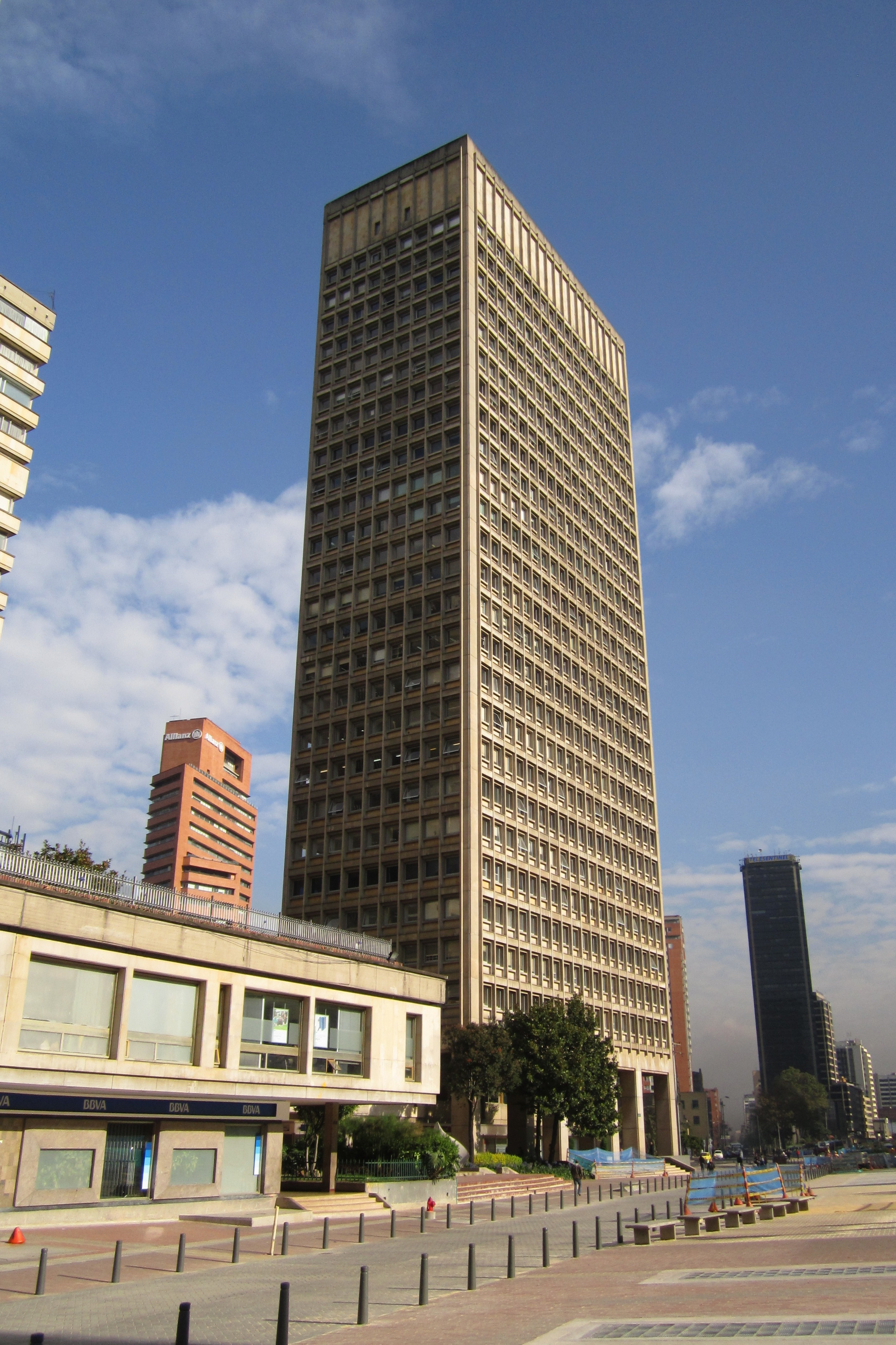
Edificio Bavaria del CIT

En 1876 los hermanos alemanes Leo Siegfried y Emil Kopp llegaron a Santander en búsqueda de oportunidades de negocio. En 1879, junto con los hermanos Santiago y Carlos Arturo Castello, conformaron en Bogotá la sociedad Kopp y Castello, destinada al comercio y la importación de bienes.
El 4 de abril de 1889, fue registrada en Bogotá la adquisición de un lote para la construcción de una fábrica de cerveza. En 1890, se disolvió la sociedad Kopp y Castello y se creó la empresa Bavaria Kopp’s Deutsche Bierbrauerei, que el 22 de abril de 1891 registró como imagen de fábrica al águila imperial alemana, y el 28 de mayo inauguró su sede en San Diego, en el centro de Bogotá.
En diciembre de 1911, durante el centenario de la Independencia, utilizaron la figura de Policarpa Salavarrieta en su marca La Pola.

### Crecimiento
En 1930, Bavaria compró las empresas Handel en Industrie Maatschappij y la Cervecería Continental de Medellín y creó el Consorcio de Cervecerías Bavaria, que incorporó más adelante a la Colombiana de Cervezas de Manizales y su marca Poker, así como a otras plantas cerveceras en Santa Marta, Cali, Pereira y Honda.

### Estatización
Cervecería Bavaria se convirtió en la única compañía colombiana que sobrevivió al siglo XIX. En 1943, como resultado de la declaración de guerra de Colombia contra el Reich alemán, todas las empresas alemanas en Colombia se nacionalizaron. Para ese entonces, su fundador había muerto en 1927 y su hijo Guillermo Kopp Castello se había hecho cargo de la cervecería. La empresa con las instalaciones de producción fue adquirida por la familia más adinerada de Colombia, Santo Domingo, con el empresario colombiano Julio Mario Santo Domingo. No se sabe si la familia Kopp fue compensada alguna vez y no hay registros.

### Periodo de posguerra
Tras la construcción de la planta de Duitama (1943) y la compra de la Cervecería de Cúcuta (1944), se inició la edificación de nuevas fábricas en Bucaramanga, Girardot, Buga, Villavicencio, Neiva, Ibagué y Armenia, que entraron en operación entre 1948 y principios de los años 1950
En 1953 y en 1954 lanzó Pony Malta y Costeñita, la segunda en un envase de 175 cm³. En 1958, con la adquisición de la cervecería Clausen de Floridablanca y con la inauguración de la cervecería de Nariño (en 1962) culminó el programa de expansión iniciado en los años 1940.

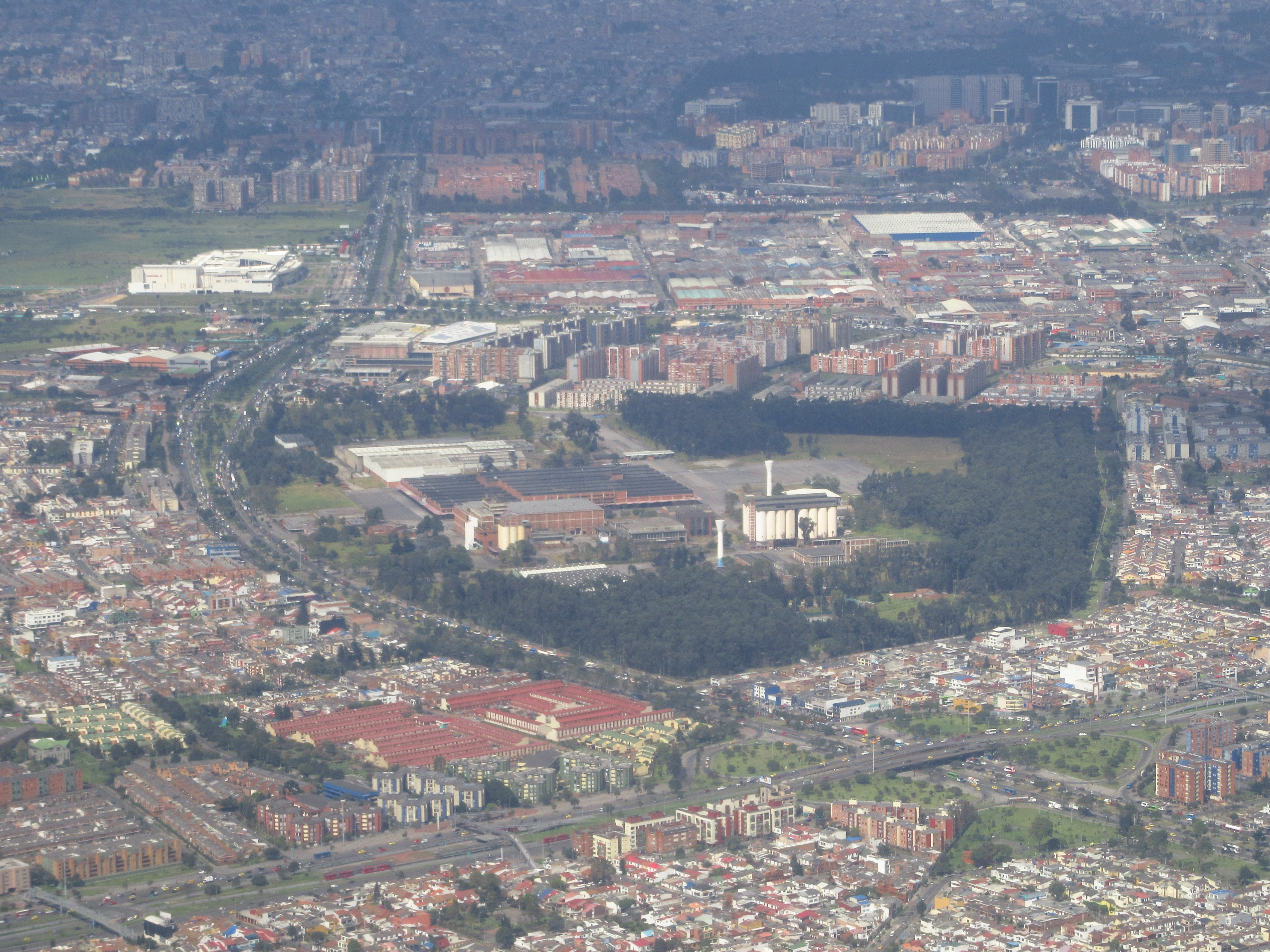
El Complejo Industrial de Techo, la antigua fábrica localizada en Kennedy, al suroccidente de Bogotá.

A comienzos de los años 1960, la empresa renovó su imagen corporativa. Un nuevo logo simplificó la emblemática Águila Imperial y la cerveza Club 60 dio paso a la Club Colombia. En 1967, Bavaria a cambio de acciones propias, se hizo dueña de los activos de las cervecerías Barranquilla y Bolívar, incorporando así a su portafolio la ya existente Cerveza Águila, con historia en la costa caribe desde 1913.
En 1972 inició la compra de acciones de la empresa antioqueña cervecería Unión, que pasó a controlar en 1995. El 31 de enero de 1973 inauguró en Bogotá la planta Complejo Industrial de Techo y cerró la fábrica de San Diego, donde hoy está el Parque Central Bavaria.
Empezando la década de 1980, la empresa lanzó la primera cerveza en lata Clausen Export y entró al mercado ecuatoriano con la adquisición de Latin Development Corporation, que controlaba la cervecería Andina de Quito y la Cervecería Nacional S.A. de Guayaquil. En 1988, la empresa trasladó sus oficinas administrativas a una nueva sede en el barrio El Chicó en Bogotá.
En 1993. la empresa debutó en el mercado de las bebidas sin alcohol por medio de sus marcas Refrescos Bavaria y Jugos Bavaria, con agua embotellada marca Brisa, abriendo varias plantas embotelladoras en todo el país. En el 2000, la empresa cerró las plantas embotelladoras de Refrescos Bavaria; en 2006, vendió la planta de Jugos Bavaria a Postobón y; finalmente en 2008, vendió Brisa a The Coca-Cola Company y Coca-Cola FEMSA.

### Década de 2000
En 2000, compró el 44,1% de las acciones de Cervecería Leona y en 2001, la Cervecería Nacional de Panamá. Así Bavaria reorganizó sus fábricas y suspendió las operaciones en diversas plantas de producción. En mayo de 2002, lanzó Águila Light y entró en el mercado peruano al adquirir un importante paquete accionariado en la peruana Backus & Johnston, la Compañía Cervecera del Sur y la Cervecería San Juan, así como la compra de la Corporación Boliviana de Bebidas.
En el 2004, adquirió el 9,2% adicional de acciones y logró el control total de Leona y en 2005 también adquirió el 100% de la cervecería Backus y Johnston en Perú.
En octubre de 2005 el G.E.B y su mayor accionista, Julio Mario Santo Domingo (poseedor del 71,8% de las acciones de Bavaria) fusionaron la empresa con el gigante cervecero anglo-sudafricano SABMiller. En esta época, Bavaria modernizó la Cervecería de Bucaramanga, vendió su división de jugos y lanzó el envase PET de Pony Malta.
En 2008, SABMiller inauguró la Cervecería del Valle S.A. en Yumbo. En 2009, vendió el negocio de agua. Un año después, lanzó Club Colombia Roja.

### Década de 2010
En 2011 lanzó Club Colombia Negra y las presentaciones de cerveza en envase retornable de 750 cm³. El 29 de julio de 2013 la empresa dio al servicio su nueva sede administrativa en Niza, al norte de Bogotá. En octubre de 2016, Bavaria fue comprada por AB Inbev.

## Embotelladoras y marcas
Sus productos son elaborados en seis plantas cerveceras ubicadas en diferentes ciudades de Colombia, como Barranquilla, Bucaramanga, Tibasosa, Medellín, Tocancipá y Yumbo. Además, cuenta con dos malterías, una en Cartagena y otra en Tibitó vía Zipaquirá-Briceño, dos fábricas de etiquetas y una de tapas. 
Las cervezas nacionales producidas por Bavaria son: Cerveza Águila, Águila 0.0%, Águila Light, Águila Fusión Limón, Póker, Póker Pura Malta, Póker Roja, Costeña, Costeña Bacana, Costeñita, Club Colombia Dorada, Club Colombia Roja, Club Colombia Negra, Club Colombia Trigo, Club Colombia Oktoberfest, Club Colombia Siembra, Club Colombia Doble Malta, Bahía, Azteca, Nativa, Redd's y Pilsen. Las importadas que distribuye son: Corona, Budweiser, Michelob Ultra, Busch Light, Beck's y Stella Artois. Su bebidas a Base de Alcohol Hard se comercializan como MIKE'S y Corona Tropical. Sus bebidas sin alcohol se comercializan como Pony Malta, Pony Malta Mini, Pony Malta Pix, Pony Malta Bit, Pony Malta Vital, Malta Leona, Agua Zalva Cola & Pola, Cola & Pola Limonada de Coco y Cola & Pola Lulo.

### En el deporte
Bavaria, al igual que otras empresas multinacionales ha buscado instalarse en algunos mercados a través de la identificación con algún club deportivo sus marcas. Por ejemplo, la Cerveza Águila durante años es y ha sido patrocinador exclusivo de Junior de Barranquilla, Selección Colombia, Santa Fe, Cúcuta Deportivo, Deportes Tolima, Unión Magdalena, marcas como poker costeña y pilsen También ha patrocinado otros clubes de fútbol colombianos. 
como el  Deportivo Cali, América de Cali, Deportivo Pasto, Independiente Medellín, Envigado, Once Caldas, Deportivo Pereira, Deportes Quindio y Real Cartagena.

## Premios y reconocimientos
- Superior Taste Award[22] Club Colombia y Pony Malta reciben premio internacional de calidad. El instituto Monde Selection de Bruselas, Bélgica, que premia a las bebidas con la más alta calidad en el mundo, reconoció dos de las principales marcas del portafolio de Bavaria: Club Colombia y Pony Malta. Con estos, Bavaria alcanzó 28 galardones otorgados a sus marcas.
- Superior Taste Award 2011[23] con dos estrellas doradas a Club Colombia Roja y con tres estrellas doradas a Águila y Club Colombia, galardonado por el International Taste & Quality Institute de Bruselas.
- Superior Taste Award 2012[24] con 1 estrella dorada a Águila Light, con dos estrellas doradas a Club Colombia Roja y Club Colombia Negra; y con 3 estrellas doradas a Club Colombia y Águila, galardonado por el International Taste & Quality Institute de Bruselas.